# Madejski Stadium
Madejski Stadium – stadion piłkarski, położony w Reading w Wielkiej Brytanii. Oddany został do użytku w 1998 roku. Od tego czasu swoje mecze na tym obiekcie rozgrywa zespół Reading F.C., a także drużyna rugby union London Irish. Jego pojemność wynosi 24 161 miejsc. Rekordową frekwencję, wynoszącą 24 060 osób, odnotowano w 2003 roku podczas meczu ligowego pomiędzy Reading F.C. a Wolverhampton Wanderers F.C. W 2006 roku na stadionie zagrał amerykański zespół rockowy Red Hot Chili Peppers.
Jest nazwany imieniem przedsiębiorcy i filantropa Johna Madejskiego.